# Инобытие
Инобытие́ (нем. Anderssein, Andersheit, Anderheit) — в самом широком смысле бытие одной сущности в другой и через другое. Например, инобытие одного предмета есть его субъективное бытие в знании или в другом предмете, и, наоборот, инобытие идеи есть её воплощение в материи, в природе. Термин введён Гегелем.

## В диалектической логике
В диалектической логике это определение совпадает с определением идеального. Это то, чего нет и вместе с тем — есть, не может не быть. Это то, что не существует в виде внешней, чувственно воспринимаемой вещи, и вместе с тем существует как деятельная способность человека. Это бытие, которое, однако, равно небытию, как наличное бытие внешней вещи, в фазе её становления в деятельности субъекта в виде его внутреннего образа, потребности, побуждения и цели.
Именно в этом смысле идеальное бытие (инобытие) вещи отличается от её реального бытия. Но столь же принципиально оно отличается от телесно-вещественных структур мозга и формообразований языка, посредством которых вещь существует в сознании субъекта. От структур мозга и языка идеальный образ предмета принципиально отличается тем, что это — форма внешнего предмета, а не форма функционирования мозга или языка.
От внешнего предмета идеальный образ отличается тем, что он опредмечен непосредственно не во внешнем веществе природы, а посредством деятельности человека и его языка как субъективный образ.